# Vampyr-lajv
Vampyr-lajv är en typ av lajv som främst handlar om personlig och politisk skräck där deltagarna gestaltar olika typer av vampyrer i deras livsmiljö. Lajven arrangeras i flera av Sveriges städer på mer eller mindre regelbunden basis. Det är vanligt förekommande att man baserar spelet på rollspelföretaget White Wolf Entertainment AB's böcker om World of Darkness och deras rollspel Vampire: The Masquerade. Vampyr-lajv kan därför innehålla ett större inslag av regelstyrt spel än i andra lajv genrer. Vampyr-lajv utspelar sig ofta i modern tid och kan därför spelas i de flesta typer av lokaler. Lajven spelas oftast som längre kampanjer där berättelsen fortsätter från lajv till lajv likt en tv-serie. 
Två av dem äldsta, fortfarande pågående lajvkampanjerna i Sverige är Génération sans futur (Uppsala) och Borås by Night (Borås) som har arrangerats aktivt sedan mitten på 90-talet. 